# Dumitru Roșu
Dumitru Roșu (* 16. Februar 1931 in Bogdana, Kreis Teleorman) ist ein ehemaliger rumänischer Generalmajor des Heeres (Forțele Terestre Române) sowie Politiker der Rumänischen Kommunistischen Partei PCR (Partidul Comunist Român).

## Leben
Roșu besuchte von 1937 bis 1944 die Elementarschule und danach das Gymnasium, ehe er zwischen 1948 und Januar 1951 als Bibliothekar in seinem Geburtsort Bogdana arbeitete. Im Anschluss absolvierte er zwischen Januar 1951 und 1952 die Infanterieoffiziersschule in Sibiu und wurde nach deren Abschluss 1952 zum Leutnant befördert. Daraufhin war er von 1952 bis November 1953 zunächst Zugführer und zuletzt Kompaniechef im Infanterieregiment 209. Nachdem er von November 1953 bis Oktober 1956 die Militärakademie Bukarest absolviert hatte, war er zwischen Oktober 1956 und Februar 1958 Stabschef des Infanterieregiments 257 sowie im Anschluss von Februar bis Juni 1958 Assistent des Chefs der Abteilung für Operation und Gefechtsbereitschaft der 63. Infanteriedivision in Craiova. Daraufhin folgte zwischen 1958 und 1961 eine Verwendung als stellvertretender Chef sowie Chef des Stabes des Mechanisierten Regiments 114 „Rahova“, dessen Kommandeur er von 1961 bis Dezember 1967 war. Während dieser Zeit wurde er 1959 Mitglied der  Rumänischen Arbeiterpartei PMR (Partidul Muncitoresc Român) und absolvierte von 1966 bis September 1967 ein postgraduales Studium an der Militärakademie Bukarest.
Im Dezember 1967 wurde Roșu Kommandeur des Mechanisierten Regiments „Rovine“ in Craiova und verblieb bis Juli 1970 auf diesem Posten. Daran schlossen  sich zwischen Juli 1970 und dem 6. Juni 1973 Verwendungen als Stabschef sowie Erster Stellvertretender Kommandeur und Mitglied der Politischen Abteilung der 10. Mechanisierten Division Ștefan cel Mare an. Während dieser Zeit erfolgte im Mai 1973 auch seine Beförderung zum Oberst. Danach war er vom 6. Juni 1973 bis April 1980 Kommandeur der 2. Mechanisierten Division Mihai Viteazul und wurde als solcher im Oktober 1978 auch zum Generalmajor befördert. Darüber hinaus absolvierte er im April 1979 auch einen weiteren Kurs an der Bukarester Militärakademie. Im April 1980 wurde er Kommandeur der 3. Armee und bekleidete diese Funktion bis 1989. Zugleich war er zwischen März 1980 und 1989 Kommandant des Militärbezirks Craiova. 1980 wurde er erstmals Mitglied der Großen Nationalversammlung (Marea Adunare Națională) und gehörte dieser bis 1989 an. Während seiner Parlamentszugehörigkeit war er vom 1. April 1980 bis zum 22. Dezember 1989 Mitglied des Ausschusses für Verfassung und Recht. Auf dem Dreizehnten Parteitag der PCR (19. bis 22. November 1984) wurde er Kandidat des Zentralkomitees (ZK) und bekleidete diese Funktion bis zum 24. November 1989. 1989 wurde er schließlich Mitglied des Führungsrates des Ministeriums für Nationale Verteidigung sowie Kandidat des Büros des Parteikomitees im Kreis Dolj.